# Vélye
Vélye  là một xã thuộc tỉnh Marne trong vùng Grand Est đông nam nước Pháp. Xã này nằm ở khu vực có độ cao từ 94-137 mét trên mực nước biển.